# Levi (fiul lui Iacob)

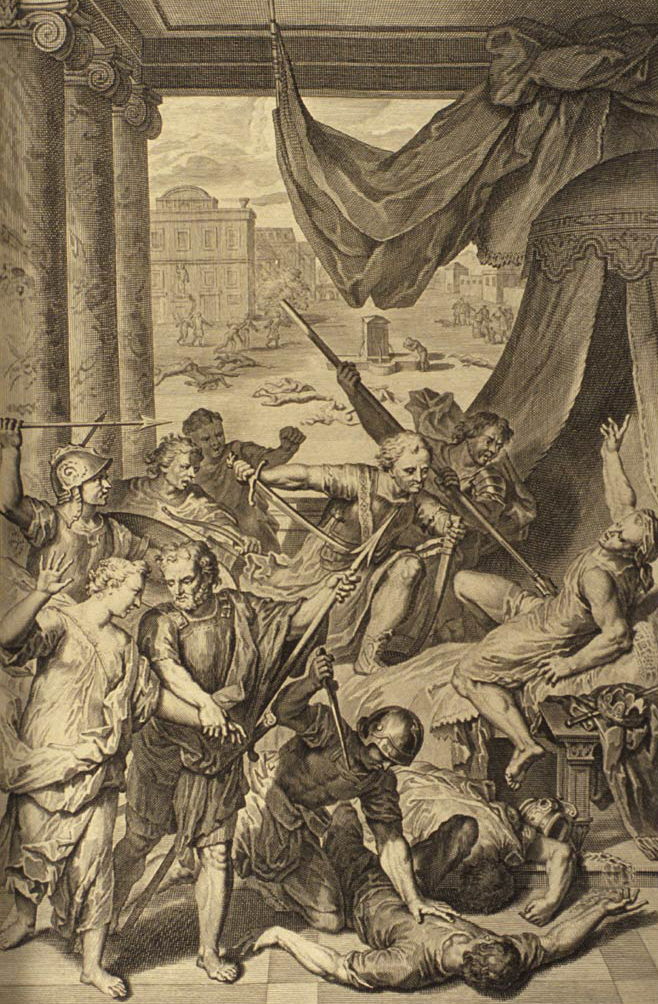
Simeon și Levi au trecut prin ascuțișul sabiei pe Hemor și pe fiul său Sichem (Geneza 34:25-29)

Levi un personaj biblic. În cartea Genezei este menționat că al treilea copil al lui Iacob, mama fiind este Lea. Este fondatorul tribului israelit a lui Levi (sau leviții).
Se spune că numele Levi ar însemna „alăturare”, de la „yillaweh”, deoarece Leah își dorea ca Iacov să i-i se alăture, dar majoritatea teologilor susțin că Levi înseamnă „preot” din minaianul „lawi'u”. Alți teologi, pentru a menține semnificația „alăturare” spun că înseamnă doar alăturarea leviților celorlalți israeliți.